# بخش اورانش
بخش اورانش (به فرانسوی: Arrondissement d'Avranches) یک بخش در فرانسه است که در مانش واقع شده‌است.